# Херцогство Беневенто
Херцогството Беневенто (на латински: Ducato di Benevento) със столица Беневенто в регион Кампания съществува от времето на лангобардите в Италия от 6 до 11 век.
През 571 г. Беневенто става главен град на dux (херцог) Зото (571-591), който завладява и други части на Южна Италия.
- Династия на Аричис I

След смъртта на Зото през пролетта на 591 г., кралят на лангобардите Агилулф поставя за негов наследник Аричис I (591- 641).
- Династия на Гримоалд

Гримоалд (херцог 647-662). Той става крал на лангобардите и крал на Италия от 662 до 671 г.
- Династия на Аричис II.

Аричис II (758-787)
През 840 г. Южна Италия и Беневенто са няколко години под арабско владение и херцогството се разделя на две, през 850 г. на три особени територии (Беневенто, Салерно и Капуа).
През 1047 г. херцогството с изключение на град Беневенто попада в ръцете на норманските князе.